# Dilexit nos
Dilexit nos, (em português: Ele nos amou) "Sobre o amor humano e divino do Coração de Jesus Cristo", é a quarta encíclica do Papa Francisco escrita no seu décimo segundo ano de pontificado e publicada em 24 de outubro de 2024.
Esta encíclica repercorre a tradição e a atualidade do pensamento “sobre o amor humano e divino do coração de Jesus Cristo”, convidando a renovar sua autêntica devoção para não esquecer a ternura da fé, a alegria de colocar-se a serviço e o fervor da missão: porque o Coração de Jesus nos impele a amar e nos envia aos irmãos.